# Madame Préville
Pour les articles homonymes, voir Préville.
Madame Préville (née Madeleine Angélique Michelle Drouin au Mans le 17 mars 1731 et morte à Senlis le 7 mai 1794) est une actrice française.

## Biographie
Fille de comédiens et sœur de Jean-Jacques-François Drouin, elle épouse l'acteur Pierre-Louis Dubus dit Préville, Sociétaire de la Comédie-Française et fait elle-même carrière au Théâtre-Français.
Elle joue les rôles de « grande coquette » dans les comédies (notamment Célimène du Misanthrope de Molière), et les confidentes dans les tragédies.
Elle quitte la scène le 1er avril 1786, le même jour que son mari.

## Théâtre

### Carrière à la Comédie-Française
Entrée en 1753
Nommée 139e sociétaire en 1757
Départ en 1786
- 1756 : Bérénice de Jean Racine : Phénice (10 fois de 1756 à 1762)
- 1760 : Le Festin de pierre de Thomas Corneille d'après Molière : Elvire
- 1760 : Le Café ou l'Écossaise de Voltaire : Lady Alton
- 1765 : Tartuffe de Molière : Elmire
- 1765 : Andromaque de Jean Racine : Cléone
- 1765 : Phèdre de Jean Racine : Oenone
- 1765 : Mithridate de Jean Racine : Phoedime
- 1765 : L'Orpheline léguée de Bernard-Joseph Saurin : Bélise
- 1765 : Le Menteur de Pierre Corneille : Clarice
- 1765 : L'Époux par supercherie de Louis de Boissy : Émilie
- 1765 : Cinna de Pierre Corneille : Fulvie
- 1765 : Le Chevalier à la mode de Dancourt : Mme Patin
- 1765 : Mérope de Voltaire : Isménie
- 1765 : Zaïre de Voltaire : Fatime
- 1765 : Le Joueur de Jean-François Regnard : Angélique
- 1765 : Le Légataire universel de Jean-François Regnard : Isabelle
- 1765 : Les Précieuses ridicules de Molière : Madelon
- 1765 : Le Legs de Marivaux : la Comtesse
- 1765 : Le Méchant de Jean-Baptiste Gresset : Florise
- 1766 : Nanine de Voltaire : La baronne
- 1766 : Le Misanthrope de Molière : Célimène
- 1766 : Les Femmes savantes de Molière : Armande
- 1766 : Iphigénie de Jean Racine : Doris
- 1766 : Alzire de Voltaire : Emire
- 1766 : Horace de Pierre Corneille : Julie
- 1766 : Turcaret ou le Financier d'Alain-René Lesage : La baronne
- 1766 : La Seconde Surprise de l'amour de Marivaux : La marquise
- 1766 : L'Homme à bonnes fortunes de Michel Baron : Lucinde
- 1767 : Eugénie de Beaumarchais : Mme Murer
- 1767 : Les Scythes de Voltaire : Sulma
- 1767 : Les Deux sœurs d'Antoine Bret : Zélide
- 1767 : Le Joueur de Jean-François Regnard : Mme La Ressource
- 1767 : Sémiramis de Voltaire : Olane
- 1768 : Les Fausses infidélités de Nicolas Thomas Barthe : Dorimène
- 1768 : Les Valets maîtres de Marc-Antoine-Jacques Rochon de Chabannes : Mme Vermeuil
- 1768 : Béverley de Bernard-Joseph Saurin : Henriette
- 1768 : La Gageure imprévue de Michel-Jean Sedaine : La marquise de Clainville
- 1768 : Les Deux frères d'Alexandre-Guillaume de Moissy : Mme Dorigny
- 1768 : Laurette de Gérard Du Doyer de Gastels : Mme de Clancé
- 1768 : L'Avare de Molière : Mariane, puis Elise
- 1769 : Le Bourgeois gentilhomme de Molière : Dorimène
- 1769 : Le Père de famille de Denis Diderot : Cécile
- 1769 : Les Précieuses ridicules de Molière : Cathos
- 1770 : Athalie de Jean Racine : Zacharie
- 1770 : La Veuve de Charles Collé : Mme Durval
- 1771 : Le Fabricant de Londres de Charles-Georges Fenouillot de Falbaire : Mme Soubrige
- 1771 : Jodelet ou le Maître valet de Paul Scarron : Isabelle
- 1771 : Le Persifleur d'Edme-Louis Billardon de Sauvigny : La comtesse de Ponthieu
- 1771 : Le Fils naturel de Denis Diderot : Constance
- 1771 : Britannicus de Jean Racine : Albine
- 1771 : Le Bourru bienfaisant de Carlo Goldoni : Mme Dalancour
- 1771 : La Mère jalouse de Nicolas Thomas Barthe : Mme de Melcour
- 1773 : L'Assemblée d'Augustin-Théodore Lebeau de Schosne, suivi de L'Apothéose de Molière (ballet)
- 1773 : La Comtesse d'Escarbagnas de Molière : Julie
- 1775 : Le Gâteau des rois de Barthélemy Imbert (prologue)
- 1776 : L'École des mœurs de Charles-Georges Fenouillot de Falbaire : Lady Belton
- 1778 : L'Homme personnel de Nicolas Thomas Barthe : Mme de Melfon
- 1778 : Le Chevalier français à Turin de Claude-Joseph Dorat : la comtesse de Sénante
- 1779 : Les Muses rivales ou l'Apothéose de Voltaire de Jean-François de La Harpe : Calliope
- 1779 : L'Amour français de Marc-Antoine-Jacques Rochon de Chabannes : la Présidente
- 1780 : Les Étrennes de l'amitié, de l'amour et de la nature de Dorvigny : Mme Saint Franc
- 1780 : La Réduction de Paris de Desfontaines de La Vallée : la comtesse de Crillon
- 1780 : Clémentine et Desormes de Jacques-Marie Boutet de Monvel : Julie
- 1781 : Le Quiproquo de François-René Molé : la baronne
- 1781 : Le Rendez-vous du mari de Pierre-Nicolas André de Murville : Araminte
- 1782 : Le Flatteur d'Étienne-François de Lantier : Mme Melcoeur
- 1782 : L'Inauguration du Théâtre-Français de Barthélemy Imbert : la critique
- 1783 : Le Déjeuner interrompu de Marie-Émilie de Montanclos : Mme de Nerval
- 1783 : Les Marins ou le Médiateur maladroit de Desforges : Mme de Beaupré
- 1784 : L'Avare cru bienfaisant de Jean-Louis Brousse-Desfaucherets : Mme de Saint-Faure
- 1785 : La Comtesse de Chazelle de Madame de Montesson : Mme Dautray
- 1786 : La Partie de chasse de Henri IV de Charles Collé
- 1792 : Le Bourgeois gentilhomme de Molière, Comédie-Français : Mme Jourdain (reprise exceptionnelle, avec Préville dans le rôle de M. Jourdain et Mme Préville, tous deux étant à la retraite depuis 1786)[4]